# Pomnik Szczęśliwego Psa
Pomnik Szczęśliwego Psa – pomnik znajdujący się na Polu Mokotowskim w Warszawie.

## Opis
2 października 2004 z okazji obchodów Światowego Dnia Zwierząt, miesięcznik „Cztery Łapy“ zorganizował Paradę Psów w Warszawie. Jednym z elementów tej imprezy było odsłonięcie na Polu Mokotowskim pomnika Szczęśliwego Psa. Pomysłodawcą postawienia pomnika był miesięcznik „Cztery Łapy“, projekt rzeźby wykonała Bogna Czechowska, a pozował do niej golden retriever o imieniu Lokat, który jest psem biorącym udział w kynoterapii i należącym do Fundacji Przyjaciel. Założeniem pomnika było pokazanie psa szczęśliwego, czyli kochanego, otoczonego opieką i miłością.
Jest to kolejny pomnik poświęcony temu zwierzęciu w Polsce, inne rzeźby znajdują się w Krakowie, Kazimierzu, Białymstoku oraz we wrocławskiej dzielnicy Psie Pole.